# Borija (Kalinovik, BiH)
Borija je naselje u općini Kalinovik, Republika Srpska, BiH.

## Stanovništvo
Nacionalni sastav stanovništva 1991. godine, bio je sljedeći:
ukupno: 113
- Srbi - 113 (100%)

## Vanjske poveznice
- Satelitska snimka  Arhivirana inačica izvorne stranice od 8. kolovoza 2020. (Wayback Machine)